# Хардт (Шварцвалд)
Хардт (њем. Hardt) општина је у њемачкој савезној држави Баден-Виртемберг. Једно је од 21 општинског средишта округа Ротвајл. Према процјени из 2010. у општини је живјело 2.634 становника. Посједује регионалну шифру (AGS) 8325024.

## Географски и демографски подаци
Хардт се налази у савезној држави Баден-Виртемберг у округу Ротвајл. Општина се налази на надморској висини од 785 метара. Површина општине износи 10,6 km². У самом мјесту је, према процјени из 2010. године, живјело 2.634 становника. Просјечна густина становништва износи 248 становника/km².

## Међународна сарадња
| Мјесто    | Држава    | Врста сарадње | Од    |
| --------- | --------- | ------------- | ----- |
| Вандонкур | Француска | партнерство   | 1994. |
| Извор     |           |               |       |